# Ellipsozetes sphaerulus
Ellipsozetes sphaerulus är en kvalsterart som beskrevs av Bernini 1980. Ellipsozetes sphaerulus ingår i släktet Ellipsozetes och familjen Punctoribatidae. Inga underarter finns listade i Catalogue of Life.